# ザンジバルのスルターンの一覧
ザンジバルのスルターンの一覧は、オマーンとザンジバルの君主であるサイイド・サイード（在位：1804年 - 1856年10月19日）が没した後、
ザンジバルをスルターンとして統治した人物の一覧である。ザンジバルのスルターンの一族は、オマーンのブーサイード朝の分家にあたる。

## 概要
1698年にザンジバルはオマーンのスルターンの支配下に入り、オマーンの海外領土の一部となった。1832年もしくは1840年（時期は史料によって異なる）にサイイド・サイードは首都をマスカットからストーン・タウンに移した。サイードはアラブの支配者層によるザンジバル支配を確立し、島の奴隷労働力を利用してクローブのプランテーションの開発を推進した。やがてザンジバルの商取引は、サイードがザンジバルに招致したインド出身の商人に依存する傾向が強くなっていく。1856年にサイードが没した後、彼の息子であるマージド・ビン・サイードとスワイニー・ビン・サイードが後継者の地位を巡って争い、その結果ザンジバルとオマーンは別々の君主によって分割される。マージドはザンジバルの最初のスルターンとなり、一方でスワイニーはオマーンの支配者の地位を継承した。14年にわたる治世の間、マージドは東アフリカにおける奴隷貿易を強化した。マージドの後継者であるバルガッシュ・ビン・サイードは奴隷貿易を廃止し、主に国内のインフラストラクチャーの整備に力を入れた。3人目のスルターンであるハリーファ・ビン・サイードの下で、ザンジバルの奴隷制の廃止に向けた状況はより進んでいく。
1886年までザンジバルのスルターンは「ザンジュ」として知られる東アフリカの沿岸部の大部分を支配し、交易路は内陸部深くに入り込み、コンゴ川流域のキンドゥに達していた。同年にイギリスとドイツは密かに会談を行い、ザンジバルの分割を協議した。それから数年経過した後、アフリカ大陸本土のザンジバル領のほとんどがヨーロッパの列強諸国によって奪われる。1890年にアリー・ビン・サイードの下で締結されたヘルゴランド＝ザンジバル条約によって、ザンジバルはイギリスの保護国とされる。ハマド・ビン・スワイニーの死後にハーリドがスルターンの地位を継承した後、1896年8月にザンジバルとイギリスの間でわずか38分の史上最短の戦争として知られるイギリス・ザンジバル戦争が勃発する。イギリスはより御しやすい人物であるハムード・ビン・ムハンマドがスルターンの地位に就くことを望んでおり、ハーリドにストーン・タウンの王宮を明け渡す猶予を与えた。ハーリドは降伏勧告に応じず、代わりにイギリスと戦うために2,800人の兵士を招集した。イギリスは王宮や市内の各地に攻撃を開始し、攻撃を受けたハーリドは逃亡し、後に亡命する。戦後、ハムードがスルターンに擁立された。
1963年12月にザンジバルはイギリスから独立を認められ、スルターンを元首とする立憲君主制の国家として自立する。スルターン・ジャムシード・ビン・アブドゥッラーは独立の数か月後に起きたザンジバル革命によって廃位された。ジャムシードは国外に亡命し、立憲君主制のザンジバル王国に代わってザンジバル人民共和国が成立する。1964年4月にザンジバル人民共和国はタンガニーカと合併してタンガニーカ・ザンジバル連合共和国となり、半年後にタンガニーカ・ザンジバル連合共和国はタンザニア連合共和国に改称した。

## 歴代スルターン
| 代数 | 名前                               | 全名                                                               | 写真 | 即位年         | 治世の終わり     | 解説 |
| ---- | ---------------------------------- | ------------------------------------------------------------------ | ---- | -------------- | ---------------- | --- |
| 1    | マージド・ビン・サイード[A]        | サイイド・マージド・ビン・サイード・アル＝ブーサイード             |      | 1856年10月19日 | 1870年10月7日    | 1859年にマージドの弟のバルガッシュが王位を奪おうと試みたが失敗し、バルガッシュは2年間ボンベイに追放された。 |
| 2    | バルガッシュ・ビン・サイード       | サイイド・サー・バルガッシュ・ビン・サイード・アル＝ブーサイード   |      | 1870年10月7日  | 1888年3月26日    | 水道、電報用のケーブル、建物、道路など、ストーン・タウンを中心とするザンジバルのインフラストラクチャーの整備を実施した。1870年にザンジバルにおける奴隷貿易の廃止を推進する条約に署名し、ザンジバル王国では奴隷の商取引が禁止され、奴隷市場は閉鎖された。 |
| 3    | ハリーファ・ビン・サイード         | サイイド・サー・ハリーファ・ビン・サイード・アル＝ブーサイード     |      | 1888年3月26日  | 1890年2月13日    | 先代のバルガッシュと同様に奴隷制の廃止を推進した。 |
| 4    | アリー・ビン・サイード             | サイイド・サー・アリー・ビン・サイード・アル＝ブーサイード         |      | 1890年2月13日  | 1893年3月5日     | 1890年7月にイギリスとドイツがヘルゴランド＝ザンジバル条約を締結。この条約によってザンジバルはイギリスの保護国となる。[B] |
| 5    | ハマド・ビン・スワイニー           | サイイド・サー・ハマド・ビン・スワイニー・アル＝ブーサイード       |      | 1893年3月5日   | 1896年8月25日}   | |
| 6    | ハーリド・ビン・バルガッシュ       | サイイド・ハーリド・ビン・バルガッシュ・アル＝ブーサイード         |      | 1896年8月25日  | 1896年8月27日[C] | 史上最短の戦争として知られるイギリス・ザンジバル戦争を引き起こす。 |
| 7    | ハムード・ビン・ムハンマド         | サイイド・サー・ハムード・ビン・ムハンマド・アル＝サイード         |      | 1896年8月27日  | 1902年7月18日    | 1897年4月6日にザンジバル王国の奴隷制を完全に廃止する布告を発する。この功績によってヴィクトリア女王からナイトに叙勲される。 |
| 8    | アリー・ビン・ハムード             | サイイド・アリー・ビン・ハムード・アル＝ブーサイード               |      | 1902年7月20日  | 1911年12月9日[D] | 1905年6月7日にアリーが21歳に達するまでの間、スコットランドの首相A.ロジャースが摂政を務めた |
| 9    | ハリーファ・ビン・ハルーフ         | サイイド・サー・ハリーファ・ビン・ハルーフ・アル＝サイード         |      | 1911年12月9日  | 1960年10月9日    | アリー・ビン・ハムードの義兄. ストーン・タウンの港の建設とペンバ島の舗装道路の整備を監督した。 |
| 10   | アブドゥッラー・ビン・ハリーファ   | サイイド・サー・アブドゥッラー・ビン・ハリーファ・アル＝サイード   |      | 1960年10月9日  | 1963年7月1日[E]  | |
| 11   | ジャムシード・ビン・アブドゥッラー | サイイド・サー・ジャムシッド・ビン・アブドゥッラー・アル＝サイード |      | 1963年7月1日   | 1964年1月12日[F] | 1963年12月10日にザンジバル王国はジャムシッドを国家元首とする立憲君主制の国家としてイギリスから独立を認められる。 |

## ザンジバル王位請求者
| No. | 名前                               | 全名                                                               | 写真 | 即位年        | 治世の終わり   | 解説 |
| --- | ---------------------------------- | ------------------------------------------------------------------ | ---- | ------------- | -------------- | ---- |
| 11  | ジャムシード・ビン・アブドゥッラー | サイイド・サー・ジャムシッド・ビン・アブドゥッラー・アル＝サイード |      | 1964年1月12日 | 2024年12月30日 |      |

## 系図
- サイイド・サイード（1797年 – 1856年、マスカット、オマーン、ザンジバルのスルターン）
  - スワイニー（1821年 – 1866年、マスカットとオマーンのスルターン）
    - ハラブ（1849年 – 1907年）
      -   9. ハリーファ2世 （1879年8月26日 – 1960年10月9日; 在位：1911年12月9日 – 1960年10月9日）
        -   10. アブドゥッラー （1910年2月12日 - 1963年7月1日; 在位：1960年10月9日 – 1963年7月1日）
          -   11. ジャムシッド （1929年9月16日 - 2024年12月30日 ; 在位：1963年7月1日 – 1964年1月17日; ザンジバル家当主: 1964年1月17日 – 2024年12月30日）

    -  5. ハマド （1857年 – 1896年8月25日; 在位：1893年3月5日 – 1896年8月25日）

  - ムハンマド （1826年 – 1863年)
    -  7. ハムード (1853年 – 1902年7月18日; 在位：1896年8月27日 – 1902年7月18日）
      -  8. アリー2世 （1884年6月7日 – 1911年12月9日; 在位：1902年7月20日 – 1911年12月9日）

  -  1. マージド （1834年 – 1870年10月7日; 在位：1856年10月19日 – 1870年10月7日）
  -  2. バルガッシュ （1837年 – 26 March 1888; 在位：1870年10月7日 – 1888年3月26日）
    -   6. ハーリド （1874年12月15日 – 1927年3月19日; 在位：1896年8月25日 - 27日）

  -  3. ハリーファ1世 （1852年 – 1890年2月13日; 在位：1888年3月26日 – 1890年2月13日）
  -  4. アリー1世 （1854年9月 – 1893年3月5日; 在位：1890年2月13日 – 1893年3月5日）